# La Guingueta d’Àneu
La Guingueta d’Àneu (spanisch La Guingueta, bis 1989 Guingueta i Jou) ist eine katalanische Gemeinde (Municipio) mit 285 Einwohnern (Stand: 2024) in der Provinz Lleida im Nordosten Spaniens. Sie ist Teil der Comarca Pallars Sobirà. Die Gemeinde besteht neben dem namensgebenden Hauptort La Guingueta aus den Ortschaften Aurós, Berrós Jussá, Burgo, Cerbí, Dorve, Escalarre, Escaló, Escart, Estarón, Gavás, Jou, Llavorre und Unarre. 
1970 wurde die Gemeinde aus den einstmals eigenständigen Kommunen Escaló, Jou und Unarre gebildet.

## Lage
La Guingueta d’Àneu liegt in den Pyrenäen etwa 115 Kilometer nordnordöstlich von Lleida in einer Höhe von ca. 920 m nahe der Grenze zu Frankreich. Die Gemeinde wird vom Noguera Pallaresa durchflossen. Ein Teil der Gemeinde liegt im Nationalpark Aigüestortes i Estany de Sant Maurici. 

## Einwohnerentwicklung
| 1981 | 1991 | 2001 | 2011 | 2021 |
| ---- | ---- | ---- | ---- | ---- |
| 252  | 268  | 324  | 347  | 300  |

## Sehenswürdigkeiten
- Burgruine von Jou
- Benediktinerkloster Sant Pere del Burgal mit seinen Wandmalereien
- Kloster Santa Maria d’Àneu
- Bartholomäuskirche in Dorve
- Peterskirche in Jou
- Marienkirche in Escaló
- Julianuskirche in Unarre

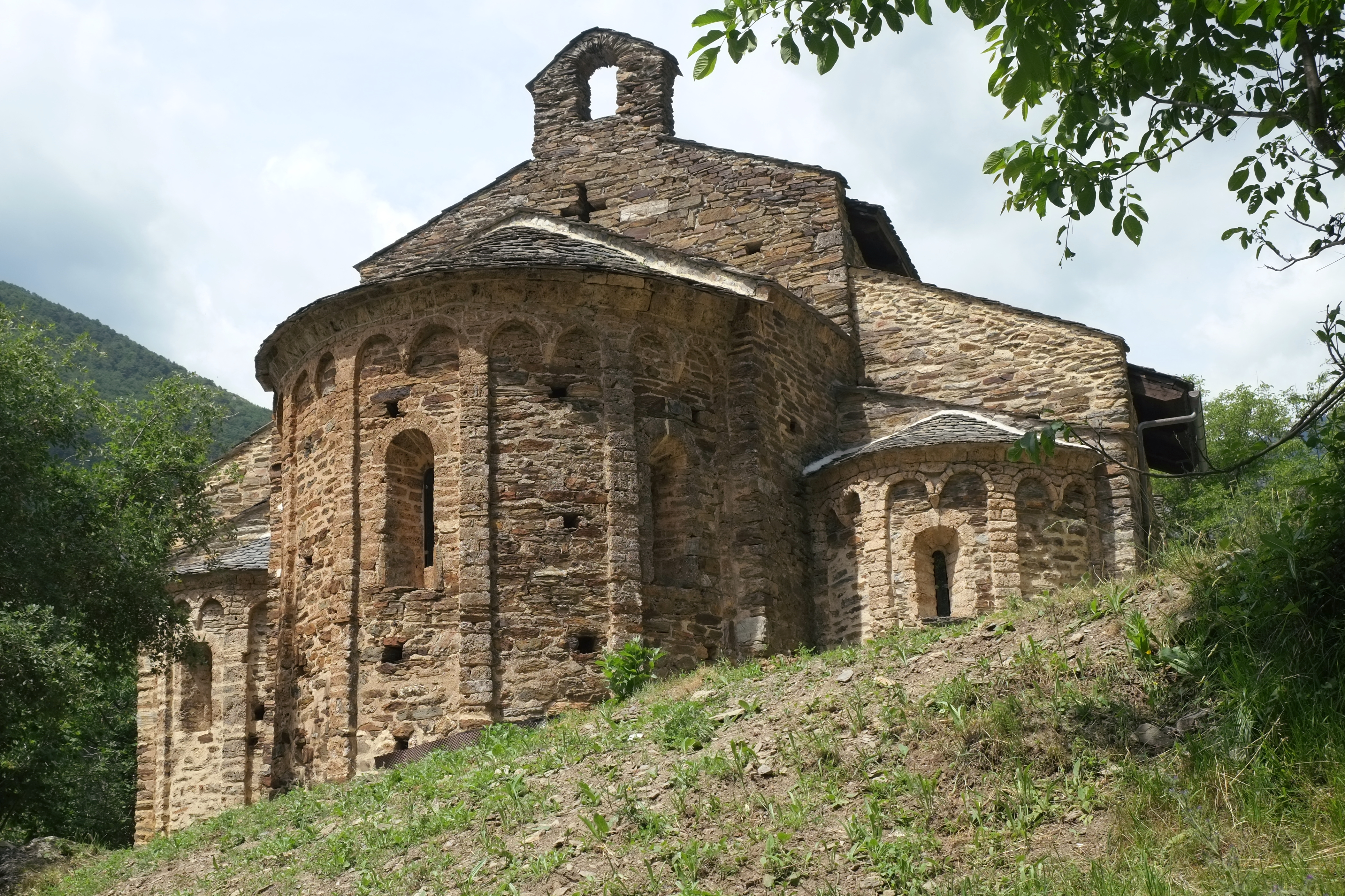
Benediktinerkloster Sant Pere del Burgal
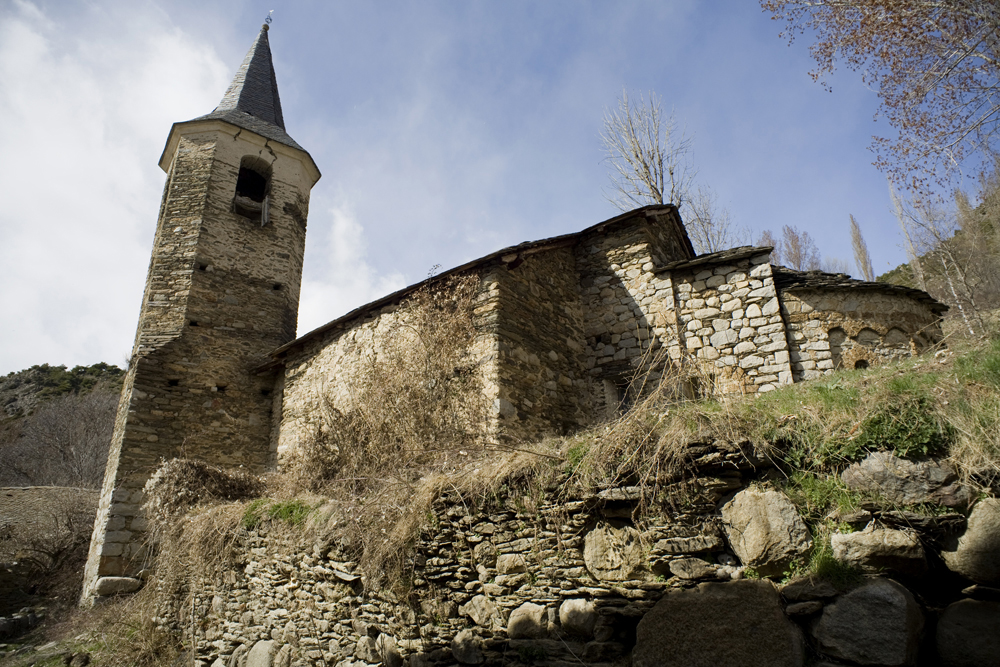
Bartholomäuskirche
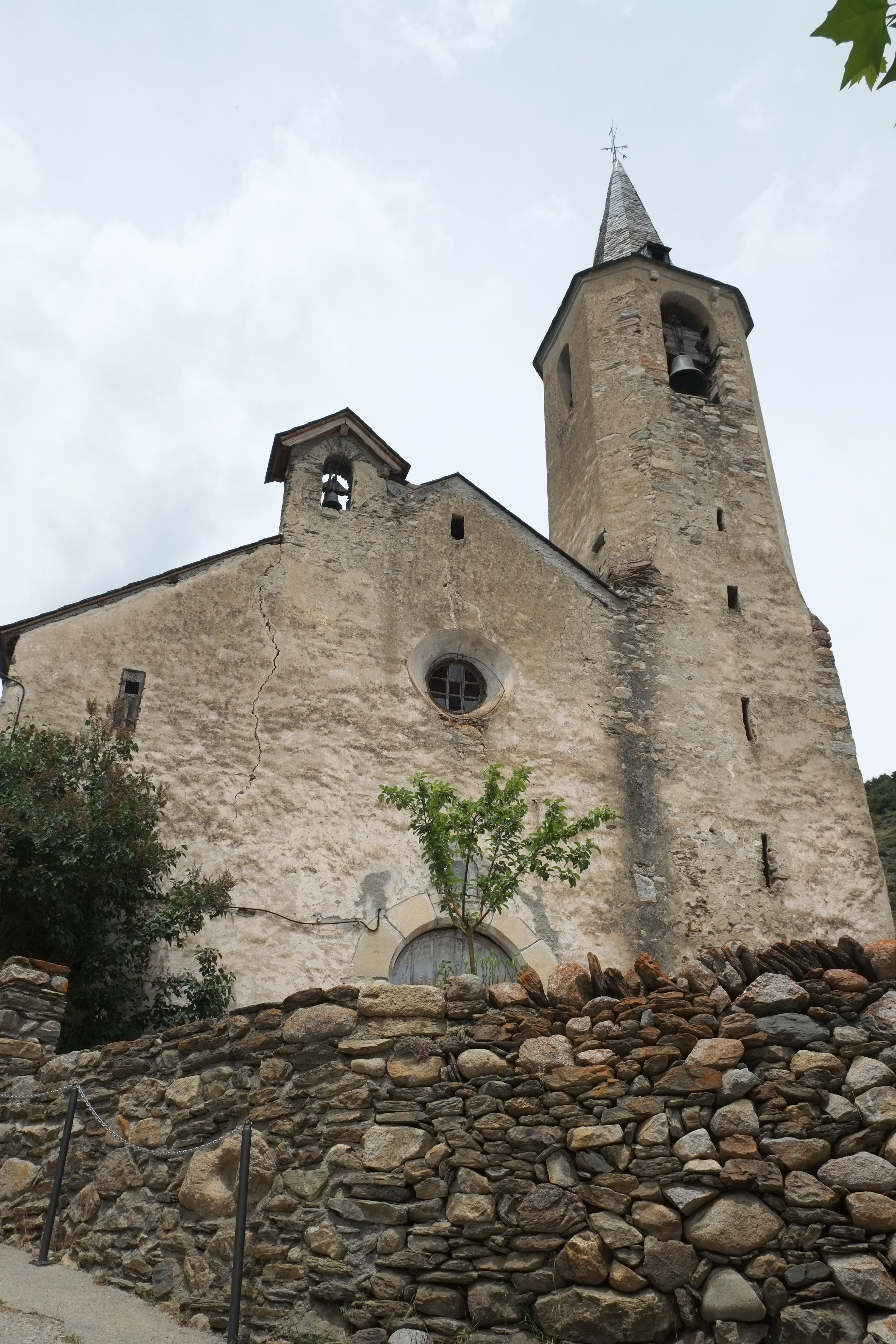
Peterskirche
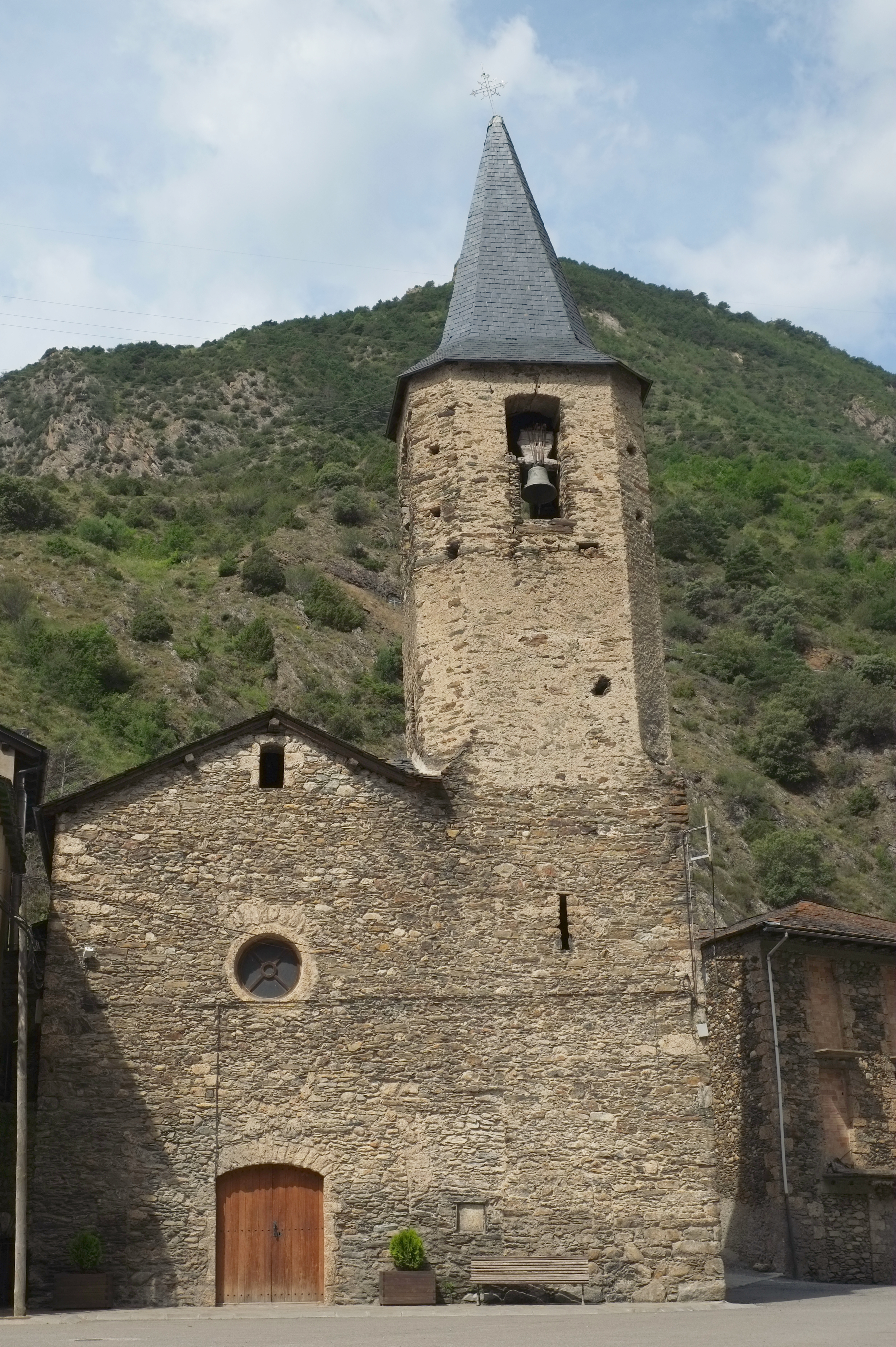
Marienkirche
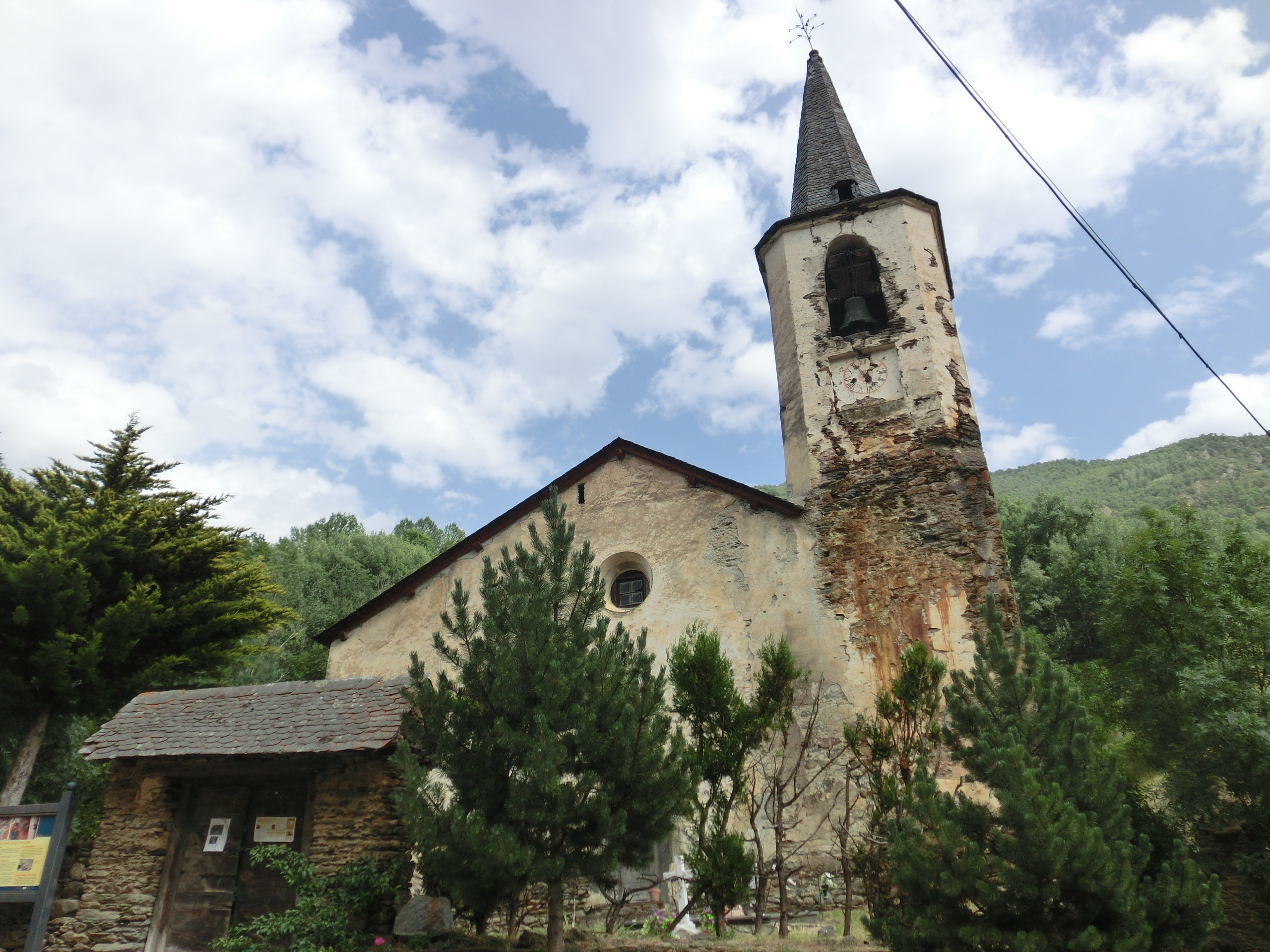
Julianuskirche